# Syncalama
Syncalama is een geslacht van vlinders van de familie uilen (Noctuidae), uit de onderfamilie Amphipyrinae.

## Soorten
- S. mimica Hampson, 1910
- S. turneri Tams, 1930